# Don Sanche d'Aragon
Don Sanche d'Aragon est une pièce de théâtre écrite par Pierre Corneille.
Cette pièce de théâtre connut un succès relativement mitigé[réf. nécessaire].